# Emili Macre
|  | No s'ha de confondre amb Emili Macre (poeta). |

Emili Macre (llatí: Aemilius Macer) va ser un jurista romà que va viure durant el regnat de l'emperador Alexandre Sever.
Va escriure diversos treballs posteriors als d'Ulpià i als de Juli Paule, alguns extractes dels quals es troben al Digest. Els més importants van ser:
De Appellationibas, De Re Militari, De Officio Praesidis, De Publicis Judiciis, i Ad Legem de Vicesima Hereditatum.